# Callerebia shakti
Callerebia shakti är en fjärilsart som beskrevs av Colin W. Wyatt 1961. Callerebia shakti ingår i släktet Callerebia och familjen praktfjärilar. Inga underarter finns listade i Catalogue of Life.